# Frederick Manson Bailey

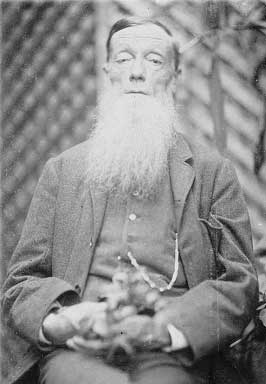
Frederick Manson Bailey

Frederick Manson Bailey (* 8. März 1827 in Hackney (London), Vereinigtes Königreich; † 25. Juni 1915 in Kangaroo Point in Brisbane, Queensland) war ein britisch-australischer Botaniker. Sein botanisches Autorenkürzel lautet „F.M.Bailey“.

## Frühe Jahre
Frederick Manson Bailey wurde im Londoner Stadtteil Hackney als zweiter Sohn des Gartenbauers (und nachmaligen ersten Kolonialbotanikers von South Australia) John Bailey und seiner Frau, geb. Manson, geboren. Er besuchte die Stiftsschule der „Independent Church“ in Hackney. 1838 wanderte die Familie nach Australien aus und kam am 22. März 1838 auf der „Buckinghamshire“ in Adelaide an. John Bailey wurde dort gleich zum Kolonialbotaniker ernannt und baute einen botanischen Garten auf. Er kündigte seine Stellung 1841, wurde Bauer und gründete später eine Gärtnerei in Adelaide. Sein Sohn Frederick unterstützte ihn in diesen Unternehmungen. Sein Vater erteilte ihm Privatunterricht.

## Berufsleben
Noch während der Partnerschaft mit seinem Vater und seinem Bruder versuchte sich Frederick Manson Bailey kurze Zeit als Goldgräber in Bendigo.
1858 wanderte er, inzwischen verheiratet, nach Neuseeland aus und siedelte im Hutt Valley. Bereits 1861 kehrte er aber nach Australien zurück und eröffnete eine Samenhandlung in Brisbane, sammelte Pflanzen in vielen Teilen Queenslands und verkaufte diese an Institutionen in Übersee.
1875 gründete die Regierung von Queensland ein Komitee zur Untersuchung der Ursachen von Krankheiten des Viehs und der Nutzpflanzen. Bailey wurde zum Botaniker dieses Komitees ernannt. Erneut bereiste er ganz Queensland, inspizierte Viehweiden und untersuchte Pflanzen, von denen man annahm, dass sie für das Vieh giftig waren.
Von 1880 bis 1882 war Bailey stellvertretender Kurator des Queensland Museum und 1881 wurde er zum Kolonialbotaniker von Queensland ernannt. In der Wirtschaftskrise der 1890er-Jahre konnte die Regierung von Queensland diese Stelle nicht mehr halten, aber 1902 erklärte Bailey, er würde seine Arbeit notfalls auch ohne Bezahlung fortführen. Öffentliche Proteste ermöglichten ihm zunächst die Weiterbeschäftigung und sorgten dann für die Auszahlung zumindest des halben Gehaltes.

## Familienleben und Tod
1856 heiratete Frederick Manson Bailey Anna Maria Waite, die älteste Tochter von Rev. Thomas Waite. Sie hatten zusammen drei Zwillingspärchen. Davon überlebten ein Sohn und drei Töchter.
Bailey war freigeistlich erzogen worden, schloss sich aber nach seiner Heirat seiner Frau zuliebe für einige Jahre der anglikanischen Kirche an. Selbst bezeichnete er sich als Deist.
Am 25. Juni 1915 verstarb er in seinem Haus in Kangaroo Point, Brisbane.
Seinen Posten als Kolonialbotaniker von Queensland übernahm sein Sohn, John Frederick Bailey und dann 1918–1950 sein Enkel Cyril Tenison White, selbst botanischer Autor (botanisches Autorenkürzel „C.T.White“).

## Gesellschaftliches Engagement
Bailey war 1880–1883 Mitglied der „Queensland Philosophical Society“ und Gründungsmitglied der Nachfolgeorganisation Royal Society of Queensland. 13 Jahre lang war er Mitglied der Leitung dieser Gesellschaft und im Jahre 1890 ihr Präsident. 1886–1895 war er Vorsitzender der naturgeschichtlich-botanischen Abteilung dieser Gesellschaft.
Ab 1878 war Bailey Mitglied der Linnean Society und darüber hinaus korrespondierendes Mitglied der Royal Society of Victoria, der Royal Society of Tasmania und der Royal Society of South Australia. 1911 war er Präsident der biologischen Abteilung der „Australasian Association for the Advancement of Science“.

## Veröffentlichungen (Auswahl)
- Handbook of the Ferns of Queensland, 1874
- An Illustrated Monograph of the Grasses of Queensland, zusammen mit Karl Staiger, 1879
- The Fern World of Australia, 1881
- A Synopsis of the Queensland Flora, fast 900 Seiten, 1883
- A Catalogue of the Indigenous and Naturalised Plants of Queensland, 1890
- A Companion for the Queensland Student of Plant Life and Botany Abridged, 1897
- The Queensland Flora, 6 Bände, 1899–1902
- General Index of the Queensland Flora, 1905
- Comprehensive Catalogue of Queensland Plants, Both Indigenous an Naturalised, 1912

Quelle:

## Ehrungen
1902 wurde Frederick Manson Bailey die Clarke-Medaille der Royal Society of New South Wales verliehen und 1911 der Order of St. Michael and St. George.
Über 50 Pflanzenarten erhielten seinen Namen, beispielsweise Acacia baileyana oder Grevillea baileyana. Der Name der Gattung Austrobaileya aus der Familie der Austrobaileyaceae ehrt Frederick Manson Bailey und den amerikanischen Forstbotaniker Irving Widmer Bailey (1884–1967). Auch der Name der Ordnung Sternanisartige (Austrobaileyales) geht damit auf beide zurück.